# 小查尔斯·L·马林斯
小查尔斯·L·马林斯（1892年9月7日—1976年3月1日）是一位美国陆军军官，1943—1948年担任美国陆军第25步兵师师长，参与了菲律賓的呂宋島戰役。